# Liste der Kulturdenkmale in Zittau Süd
In der Liste der Kulturdenkmale in Zittau Süd sind die Kulturdenkmale des zur Zittauer Kernstadt gehörenden Stadtteils verzeichnet, die bis September 2024 vom Landesamt für Denkmalpflege Sachsen erfasst wurden (ohne archäologische Kulturdenkmale). Die Anmerkungen sind zu beachten.

## Liste der Kulturdenkmale in Zittau Süd
| Bild                                    | Bezeichnung | Lage | Datierung                                                                | Beschreibung | ID       |
| --------------------------------------- | --- | --- | ------------------------------------------------------------------------ | --- | -------- |
| Weitere Bilder                          | Bahnhof Zittau-Vorstadt mit Empfangsgebäude und Wartehallen-Anbau, Bahnsteigunterführung und -überdachung, Wirtschaftsgebäude, Draisinenschuppen, Wasserturm (mit Hochbehälter) und Wasserkran (Einzeldenkmal zu ID-Nr. 08992260) | Am Vorstadtbahnhof 3 (Karte) | 1889/90 (Bahnbetriebsanlage); 1912 (Bahnhof); 1920er Jahre (Wasserturm)  | Einzeldenkmal der Sachgesamtheit Schmalspurbahn Zittau–Kurort Oybin/Kurort Jonsdorf; verkehrshistorisch, baugeschichtlich, eisenbahngeschichtlich und technikgeschichtlich von Bedeutung, das Empfangsgebäude im Heimatstil, Wasserturm im Stil der Neuen Sachlichkeit, Wasserkran von 1934 letzter erhaltener Einheitswasserkran bei sächsischen Schmalspurbahnen | 09271990 |
| Weitere Bilder                          | Wohnanlage der Heimstätten-Genossenschaft (Sachgesamtheit) | An der Heimstätte 4; Buddebergplatz 1–4; Eichgrabener Weg 1–15; 17, 19, 21; Heffterstraße 2, 4, 6, 8; Oertelplatz 1–10; Ottersteg 1 (Kopfbau zusammen mit Südstraße 62); 2 (Kopfbau zusammen mit Südstraße 58); 3–24; 26/28/30/32/34; Torbogenweg 2/4/6/8; 10/12/14; 16/18/20/22; Stephanstraße 22–40 (gerade) (Karte) | Bezeichnet mit 1921 – bezeichnet mit 1926/27                             | Sachgesamtheit Wohnanlage der Heimstätten-Genossenschaft, mit mehreren Wohnhäusern (keine Einzeldenkmale bis auf die Kopfbauten an der Südstraße 58 und 62, Einzeldenkmal 09301984); baugeschichtlich und stadtentwicklungsgeschichtlich von Bedeutung | 09271727 |
|                                         | Gasthof Dresdner Hof | Äußere Oybiner Straße 9 (Karte) | Bezeichnet mit 1776                                                      | Baugeschichtlich, ortsgeschichtlich und straßenbildprägend von Bedeutung, hohes Mansarddach, schönes barockes Portal | 09271909 |
| Weitere Bilder                          | Fabrikgebäude (Mechanische Weberei, ehemals Schubertsche Weberei, Textilwerke Zittau) | Äußere Oybiner Straße 14b, 16 (Karte) | 1862 gegründet; Ende 19. Jahrhundert/Anfang 20. Jahrhundert (Werkhallen) | Ortsgeschichtlich, baugeschichtlich, straßenbildprägend und technikgeschichtlich von Bedeutung, Backsteinarchitektur, Ursprung liegt in einer Färberei | 09271939 |
|                                         | Wohnhaus mit Ladenanbau | Äußere Oybiner Straße 35 (Karte) | Bezeichnet mit 1824                                                      | Baugeschichtlich und städtebaulich von Bedeutung | 09271941 |
| Weitere Bilder                          | Wohnhaus | Carpzovstraße 4 (Karte) | Bezeichnet mit 1806                                                      | Baugeschichtlich und sozialgeschichtlich von Bedeutung, schlichter Bau mit Krüppelwalmdach und Fledermausgaupen sowie mit zwei barocken Portalen | 09271951 |
| Weitere Bilder                          | Kinderkrippe (ohne modernen Anbau), später Kinderheilanstalt | Carpzovstraße 9a (Karte) | 1926 eingeweiht                                                          | Baugeschichtlich und ortsgeschichtlich von Bedeutung, stattlicher Bau mit expressionistischen Anklängen, errichtet als Kinderkrippe, später Kinderheilanstalt und Ausbildungsstätte für Säuglings- und Kleinkinderpflege, 1943 Umbenennung in Sächsische Kinderklinik                                                                                              | 08992237 |
| Weitere Bilder                          | Mietshaus in Ecklage | Carpzovstraße 12b (Karte) | Bezeichnet mit 1905                                                      | Städtebaulich und baugeschichtlich von Bedeutung, straßenbildprägendes Gebäude mit Zierfachwerk und Jugendstilornamentik | 09271949 |
|                                         | Mietshaus (mit drei Eingängen) | Edmund-Kretschmer-Straße 5, 7, 9 (Karte) | Nach 1900                                                                | Baugeschichtlich von Bedeutung, Gründerzeitgebäude mit origineller Putzstruktur (Glattputz und Spritzputz) und Klinkergliederung, Jugendstilanklänge | 09302202 |
|                                         | Mietshaus (mit drei Eingängen) | Edmund-Kretschmer-Straße 11, 13, 15 (Karte) | Nach 1900                                                                | Baugeschichtlich von Bedeutung, Gründerzeitgebäude mit origineller Putzstruktur (Glattputz und Spritzputz) und Klinkergliederung, Jugendstilanklänge | 09302203 |
| Weitere Bilder                          | Elektrizitätswerk (mit allen seinen um 1900 errichteten Bauten), dazu das an der Straße stehende ehemalige Verwaltungsgebäude mit Einfriedung und das sogenannte Alte Wasserhaus an der Schliebenstraße | Friedensstraße 17 (Karte) | Um 1900, 21. November 1904 Inbetriebnahme (Kraftwerk); 1913 (Wasserhaus) | Ortsgeschichtlich, baugeschichtlich und technikgeschichtlich von Bedeutung, Ursprungsbauten des Werkes in Klinker-Gliederung mit teilweisen Putzflächen, Verwaltungsgebäude mit villenartigem Erscheinungsbild | 09271962 |
| Weitere Bilder                          | Straßenbahndepot | Friedensstraße 17a (Karte) | 21. November 1904 Inbetriebnahme                                         | Ortsgeschichtlich, baugeschichtlich und technikgeschichtlich von Bedeutung, dekorative Gestaltung mit Sockel aus Bruchsteinmauerwerk, Backstein und verputzten Bogenzwickeln | 09271888 |
| Weitere Bilder                          | Fünf Wohnhäuser einer Wohnanlage der Heimstätten-Gesellschaft Sachsen in Dresden (Friedensstraße 28 mit Postfiliale) | Friedensstraße 28, 30 (Schrammstraße 93, 95; Schliebenstraße 5a) (Karte) | Bezeichnet mit 1931                                                      | Baugeschichtlich und städtebaulich von Bedeutung, Nr. 28 mit Art-déco-Giebeln (bildet städtebauliches Pendant zu Schliebenstraße 5 auf der gegenüberliegenden Straßenseite), Wohnanlage wahrscheinlich genossenschaftlich, ein Baublock mit Schrammstraße 93 und 95 sowie Schliebenstraße 5a                                                                       | 09271965 |
| Weitere Bilder                          | Wohnhaus mit hinterem Werkstattanbau | Friedrich-Schneider-Straße 6 (Karte) | Um 1900                                                                  | Baugeschichtlich von Bedeutung, ein Gründerzeitgebäude mit Klinkerfassade und Gesprengegiebel | 08992251 |
| Weitere Bilder                          | Mietshaus (mit drei Eingängen, ein Haus mit Humboldstraße 2 und 4) | Friedrich-Schneider-Straße 9b (Karte) | Um 1900                                                                  | Städtebaulich und baugeschichtlich von Bedeutung, ein Gründerzeitgebäude mit Jugendstilanklängen | 08992252 |
| Weitere Bilder                          | Mietshaus (mit drei Eingängen, ein Haus mit Humboldstraße 9) | Friedrich-Schneider-Straße 11, 13 (Karte) | Um 1902                                                                  | Städtebaulich und baugeschichtlich von Bedeutung, ein Gründerzeitgebäude im späthistoristischen Stil, mit Fachwerkgiebeln, Vorhangbogenfenstern und Jugendstilanklängen | 08992253 |
| Weitere Bilder                          | ländliches Wohnhaus (Gärtnerhaus) | Friedrich-Schneider-Straße 36 (Karte) | 18. Jahrhundert                                                          | Sozialgeschichtlich von Bedeutung, vermutlich Fachwerkobergeschoss (verputzt) | 08992255 |
| Weitere Bilder                          | Gasthaus Kolosseum mit Ladeneinbau (der Kopfbau unter Denkmalschutz, ohne die hinteren Anbauten) | Gerhart-Hauptmann-Straße 1 (Karte) | Um 1890                                                                  | Baugeschichtlich, städtebaulich und ortsgeschichtlich von Bedeutung, ein Gründerzeitgebäude mit Putzfassade | 08992259 |
| Weitere Bilder                          | Ehemalige metallverarbeitende Fabrik (Küsters Maschinenfabrik, Zittauer Maschinenfabrik) mit dem Gebäude 1 (ehemaliger Pferdestall), den Gebäuden 3 und 19 (eingeschossiger straßenbegleitender Bau mit Rundbogenfenstern), Gebäude 4 (zweigeschossig mit repräsentativem Giebel in zyklopischem Bruchsteinmauerwerk) und Gebäude 7 (in den beiden vorderen älteren Teilen) | Gerhart-Hauptmann-Straße 15 (Karte) | 1864 (Gebäude 3, 4, 19); um 1900 (Gebäude 7); um 1908 (Gebäude 1)        | baugeschichtlich, technikgeschichtlich und ortsgeschichtlich von Bedeutung, als Eisengießerei und Maschinenbauanstalt 1864 gegründet | 09271991 |
| Direkt Bild zu diesem Denkmal hochladen | Webereigebäude und Toreinfahrt (Weberei Nachod und Haebler) | Gerhart-Hauptmann-Straße 36 (Karte) | Nach 1880                                                                | Orts-, industrie- und baugeschichtlich von Bedeutung | 09307538 |
| Weitere Bilder                          | Wohnhaus, Bleichgebäude der Bleicherei Schramm und Bleiche (Wiese) mit großem Lindenbaum | Hältergasse 1b (Karte) | Anfang 18. Jahrhundert                                                   | Baugeschichtlich und wirtschaftsgeschichtlich von Bedeutung | 09271943 |
| Weitere Bilder                          | Wassermühle mit zwei seitlich angebauten Wirtschaftstrakten (Schöne-Mühle) | Hältergasse 2 (Karte) | 18. Jahrhundert (im Ursprung 14. Jahrhundert)                            | Baugeschichtlich, ortsgeschichtlich und wirtschaftsgeschichtlich von Bedeutung, älteste der Olbersdorfer Wassermühlen (im Ursprung 14. Jahrhundert), gehörte ursprünglich zum Kloster Marienthal | 09271942 |
| Weitere Bilder                          | Nebengebäude des Ratsvorwerks | Hartauer Straße 1 (Karte) | Mitte 18. Jahrhundert                                                    | Baugeschichtlich und wirtschaftsgeschichtlich von Bedeutung, Obergeschoss verbrettertes Fachwerk mit Oberlaube (diese zugesetzt), außergewöhnlicher, breit gelagerter Bau in gutem Zustand des Holzes | 09271975 |
| Weitere Bilder                          | Ziegelei (mit großem Hoffmannschen Ringofen), mit allen Anbauten und der erhaltenen historischen Technik | Hartauer Straße 17 (Karte) | Um 1880                                                                  | Baugeschichtlich, ortsgeschichtlich, technikgeschichtlich und wirtschaftsgeschichtlich von Bedeutung, Umschließungsbau im Erdgeschoss in Backstein, Obergeschosse preußisches Fachwerk, (also mit Backsteinausfachung), Technik bis in die Details erhalten, dabei die Öfen, die Befeuerungsanlagen, die Aufzugstechnik und die Entlüftungstechnik                 | 09271018 |
| Weitere Bilder                          | Wohnhaus mit Einfriedung | Hochwaldstraße 14a (Karte) | 1914                                                                     | Baugeschichtlich und künstlerisch von Bedeutung, im Reformstil der Zeit um 1910, viele originale Architekturdetails, Architekt: Richard Schiffner | 09271945 |
| Weitere Bilder                          | Schulbau (mit allen Bestandteilen) und Einfriedung (Handwerker- und Gewerbeschule) | Hochwaldstraße 21a (Karte) | 1928/1929                                                                | Zunächst Ausbildung von 90 verschiedenen Berufen, künstlerisch bedeutsamer Schulanlage in der Bauhaus-Tradition, baugeschichtlich und ortsgeschichtlich von Bedeutung | 09270694 |
| Weitere Bilder                          | Ehemaliges Jugendheim mit Einfriedung | Hochwaldstraße 21b (Karte) | 1929                                                                     | Baugeschichtlich und ortsgeschichtlich von Bedeutung, künstlerisch bedeutsam im Bauhaus-Stil (direkt angebaut an Hochwaldstraße 21a) | 09271985 |
| Weitere Bilder                          | Mietshaus (mit drei Eingängen, ein Haus mit Friedrich-Schneider-Straße 9b) | Humboldtstraße 2, 4 (Karte) | Um 1900                                                                  | Städtebaulich und baugeschichtlich von Bedeutung, ein Gründerzeitgebäude mit Jugendstilanklängen | 08992278 |
|                                         | Mietshaus in Ecklage | Humboldtstraße 6 (Karte) | Bezeichnet mit 1903                                                      | Städtebaulich und baugeschichtlich von Bedeutung, mit Laden, ein Gründerzeitgebäude mit Jugendstilanklängen | 09302067 |
| Weitere Bilder                          | Mietshaus mit Laden und Einfriedung, in Ecklage | Humboldtstraße 8 (Karte) | Bezeichnet mit 1902                                                      | Städtebaulich und baugeschichtlich von Bedeutung, ein Gründerzeitgebäude mit Eckbetonung (Balkon, Turmhelm) | 09271947 |
| Weitere Bilder                          | Mietshaus (mit drei Eingängen, ein Haus mit Friedrich-Schneider-Straße 11 und 13) | Humboldtstraße 9 (Karte) | Um 1902                                                                  | Städtebaulich und baugeschichtlich von Bedeutung, ein Gründerzeitgebäude im späthistoristischen Stil, mit Fachwerkgiebeln, Vorhangbogenfenstern und Jugendstilanklängen | 08992279 |
| Weitere Bilder                          | Kaserne (Blöcke 20 und 21), Königliches Garnisonslazarett | Lisa-Tetzner-Straße 17, 19 (Karte) | Bezeichnet mit 1902 (Kaserne); bezeichnet mit 1904 (Offizierskasino)     | Baugeschichtlich und ortsgeschichtlich von Bedeutung, gründerzeitliche Klinkerbauten, siehe auch Portsmouther Weg 1, 2 und 4 | 09270492 |
| Weitere Bilder                          | Villa mit Anbau (Werkstatt ?) und Einfriedung | Neißstraße 5 (Karte) | Um 1900                                                                  | Baugeschichtlich von Bedeutung, ein Gründerzeitgebäude, Anklänge an den Jugend- und Reformstil der Zeit um 1900 | 09271967 |
| Weitere Bilder                          | Kaserne, Blöcke 17 (Krankenblock, Haus-Nr. 1), 19 (Pavillon, Haus-Nr. 2), 18 (Haus-Nr. 4), Königliches Garnisonslazarett | Portsmouther Weg 1, 2, 4 (Karte) | Bezeichnet mit 1902 und bezeichnet mit 1904 (Offizierskasino)            | Baugeschichtlich und ortsgeschichtlich von Bedeutung, gründerzeitliche Klinkerbauten, siehe auch Block 21 (Lisa-Tetzner-Straße 17) und Block 20 (Lisa-Tetzner-Straße 19) | 09271994 |
| Weitere Bilder                          | Wohnanlage Kleinwohnungsbau städtisch (Sachgesamtheit) | Sachsenstraße 3–51 (ungerade) (Karte) | 1920 bis 1922                                                            | Sachgesamtheit Wohnanlage Kleinwohnungsbau städtisch, bestehend aus elf Mehrfamilienwohnhäusern (Blöcke 3 und 5, 7 und 9, 11, 13 und 15, 17, 19 und 21, 23 und 25, 27 und 29, 31, 33 und 35, 37 und 39, 41 und 43, 45, 47 und 49, 51), keine Einzeldenkmale; baugeschichtlich und stadtentwicklungsgeschichtlich von Bedeutung                                     | 08992337 |
| Weitere Bilder                          | Kasernengebäude des 3. Königlich-Sächsischen Infanterie-Regiments Nr. 102 (intern Haus 3), mit Einfriedung | Sachsenstraße 14 (Villingenring 1) (Karte) | 1897–1902                                                                | Ortsgeschichtlich von Bedeutung, stattliches straßenbildprägendes Eckhaus (Villingenring 1) | 08992533 |
| Weitere Bilder                          | Wohnhaus mit Rats-Apotheke und eingeschossigem Gebäudeteil Rats-Apotheke (Heimstätten-Gesellschaft Sachsen in Dresden) | Schliebenstraße 5 (Karte) | Bezeichnet mit 1932                                                      | Baugeschichtlich und städtebaulich von Bedeutung, Kopfbau der Friedensstraße zur Schliebenstraße mit dekorativen Art-déco-Giebeln (bildet städtebauliches Pendant zu Friedensstraße 28 auf der gegenüberliegenden Straßenseite), Eck-Apotheke original erhalten | 09271966 |
|                                         | Fünf Wohnhäuser einer Wohnanlage der Heimstätten-Gesellschaft Sachsen in Dresden | Schliebenstraße 5a (Friedensstraße 28, 30; Schrammstraße 93, 95) (Karte) | Bezeichnet mit 1931                                                      | Baugeschichtlich und städtebaulich von Bedeutung, Wohnanlage wahrscheinlich genossenschaftlich, ein Baublock mit Schrammstraße 93 und 95 sowie Friedensstraße 28, 30 | 09271965 |
|                                         | IV. Bürgerschule, später Schliebenschule: Schule mit allen Gebäudeteilen (darunter die Turnhalle) | Schliebenstraße 19 (Karte) | Bezeichnet mit 1901                                                      | Baugeschichtlich und ortsgeschichtlich von Bedeutung, Gründerzeitgebäude | 08992351 |
| Weitere Bilder                          | Bauschule, Hochschule Zittau/Görlitz | Schliebenstraße 21, 21a (Karte) | 1953 bis 1955                                                            | Baugeschichtlich und ortsgeschichtlich von Bedeutung, im Stil der Nationalen Bautradition der frühen DDR, langer Baukörper mit anspruchsvoll gegliederter Fassade unter Verwendung von Sandstein und originale Foyer- und Treppenhausgestaltung | 08992352 |
| Weitere Bilder                          | Doppelmietshaus mit Einfriedung | Schrammstraße 8, 10 (Karte) | Um 1905                                                                  | Baugeschichtlich und städtebaulich von Bedeutung, Gründerzeitgebäude, Putzbauten mit Architekturgliederung in Klinker | 08992353 |
| Weitere Bilder                          | Doppelmietshaus (zusammen mit Humboldtstraße 12, diese Haushälfte kein Denkmal) | Schrammstraße 15b (Karte) | Um 1903                                                                  | Städtebaulich und baugeschichtlich von Bedeutung, Gründerzeitgebäude mit Zierfachwerk und Eckerker | 08992354 |
| Weitere Bilder                          | Mietshaus mit Einfriedung | Schrammstraße 20 (Karte) | Bezeichnet mit 1913                                                      | Baugeschichtlich und städtebaulich von Bedeutung, mit Anklängen an den Reformstil der Zeit um 1910, ungewöhnliche Klinkerfassade mit eingelegten Motiven | 09271944 |
| Weitere Bilder                          | Wohnhaus mit Einfriedung | Schrammstraße 26 (Karte) | Um 1908                                                                  | Baugeschichtlich und städtebaulich von Bedeutung, im Reformstil der Zeit um 1910, straßenbildprägender Treppenhausturm mit Bleiglasfenstern | 08992355 |
| Weitere Bilder                          | Mietshaus | Schrammstraße 50 (Karte) | Um 1900                                                                  | Städtebaulich und baugeschichtlich von Bedeutung, ein Gründerzeitgebäude mit Klinkerfassade | 08992356 |
| Weitere Bilder                          | Mietshaus (mit drei Eingängen) | Schrammstraße 52, 54, 56 (Karte) | Um 1900                                                                  | Städtebaulich und baugeschichtlich von Bedeutung, Gründerzeitgebäude (Klinkerfassade) im späthistoristischen Stil | 09302074 |
| Weitere Bilder                          | Wohnhaus | Schrammstraße 56b (Karte) | Um 1912                                                                  | Baugeschichtlich und städtebaulich von Bedeutung, stattliches Gebäude im Reformstil der Zeit um 1910, bis in Details original erhalten | 08992358 |
| Weitere Bilder                          | Wohnhaus mit Einfriedung | Schrammstraße 56c (Karte) | Um 1912                                                                  | Baugeschichtlich und städtebaulich von Bedeutung, stattliches Gebäude im Reformstil der Zeit um 1910, bis in Details original erhalten | 08992357 |
| Weitere Bilder                          | Gärtnerhaus | Schrammstraße 61 (Karte) | Bezeichnet mit 1805                                                      | Zweigeschossiger Bau mit gebrochenem Walmdach; baugeschichtlich und sozialgeschichtlich von Bedeutung | 09271950 |
| Weitere Bilder                          | Fünf Wohnhäuser einer Wohnanlage der Heimstätten-Gesellschaft Sachsen in Dresden | Schrammstraße 93, 95 (Friedensstraße 28, 30; Schliebenstraße 5a) (Karte) | Bezeichnet mit 1931                                                      | Baugeschichtlich und städtebaulich von Bedeutung, Wohnanlage wahrscheinlich genossenschaftlich, ein Baublock mit Friedensstraße 28, 30 sowie Schliebenstraße 5a | 09271965 |
| Weitere Bilder                          | Wohnhaus (ein Haus mit Südstraße 78) mit Einfriedung | Stephanstraße 20 (Karte) | 1920er Jahre                                                             | Städtebaulich und baugeschichtlich von Bedeutung, sozialer Wohnungsbau mit Art-déco-Elementen | 08992359 |
| Weitere Bilder                          | Prinz-Friedrich-August-Brücke, Straßenbrücke über die Mandau (Einzeldenkmal zu ID-Nr. 09303687) | Südstraße (Karte) | 1. Hälfte 20. Jahrhundert                                                | Einzeldenkmal der Sachgesamtheit Zittauer Mandau-Hochufer; verkehrsgeschichtlich, baugeschichtlich und technikgeschichtlich von Bedeutung, eine steinerne Bogenbrücke | 09302206 |
| Weitere Bilder                          | Doppelmietshaus mit zwei Ladeneinbauten | Südstraße 30, 32 (Karte) | Um 1900                                                                  | Städtebaulich und baugeschichtlich von Bedeutung, Gründerzeitgebäude mit neogotischen und Jugendstil-Anklängen | 09271953 |
| Weitere Bilder                          | Mietshaus (mit drei Eingängen) | Südstraße 46, 48, 50 (Karte) | Um 1905                                                                  | Städtebaulich und baugeschichtlich von Bedeutung, Gründerzeitgebäude im späthistoristischen Stil, Details im Jugendstil | 09271954 |
| Weitere Bilder                          | Die Kopfbauten der Wohnanlage Südstraße 58 und 62, bauliche Einheit mit den angrenzenden Gebäuden Ottersteg 1 und 2 (Einzeldenkmale zu ID-Nr. 09271727) | Südstraße 58, 62 (Karte) | Bezeichnet mit 1923 (Nr. 62), bezeichnet mit 1926/27 (Nr. 58)            | Einzeldenkmale der Sachgesamtheit Wohnanlage der Heimstätten-Genossenschaft; baugeschichtlich und stadtentwicklungsgeschichtlich von Bedeutung, straßenbildprägende Gebäude mit figürlichen Reliefs | 09301984 |
| Weitere Bilder                          | Wohnhaus (ein Haus mit Stephanstraße 20) mit Einfriedung, Ecklage | Südstraße 78 (Karte) | 1920er Jahre                                                             | Städtebaulich und baugeschichtlich von Bedeutung, sozialer Wohnungsbau mit Eckturmmotiv und Art-déco-Elementen | 08992364 |
| Weitere Bilder                          | Mietshaus (drei Eingänge, bauliche Einheit mit Stephanstraße 15) mit Einfriedung | Südstraße 80, 82 (Karte) | Nach 1900                                                                | Städtebaulich von Bedeutung | 09271956 |
| Weitere Bilder                          | Kasernengebäude des 3. Königlich-Sächsischen Infanterie-Regiments Nr. 102 (intern Haus 3), mit Einfriedung | Villingenring 1 (Sachsenstraße 14) (Karte) | 1897–1902                                                                | Ortsgeschichtlich von Bedeutung, stattliches straßenbildprägendes Eckhaus (Hauptanschrift:Sachsenstraße 14) | 08992533 |
| Weitere Bilder                          | Wohnhaus | Ziegelstraße 13 (Karte) | Um 1900                                                                  | Städtebaulich und baugeschichtlich von Bedeutung, ein Gründerzeitgebäude mit Zierfachwerk und Verbretterung im Giebel | 09271955 |

## Ehemnaliges Denkmal
| Bild                                    | Bezeichnung | Lage                      | Datierung | Beschreibung | ID       |
| --------------------------------------- | ----------- | ------------------------- | --------- | --- | -------- |
| Direkt Bild zu diesem Denkmal hochladen | Wohnhaus    | Friedensstraße 38 (Karte) | 1801/1900 | Baugeschichtlich und sozialgeschichtlich von Bedeutung, ländlich mit großem Dachüberstand, Fachwerkobergeschoss verputzt. Nach 2014 von der Denkmalliste gestrichen und abgerissen (siehe heutiger Zustand). | 08992249 |

## Tabellenlegende
- Bild: Bild des Kulturdenkmals, ggf. zusätzlich mit einem Link zu weiteren Fotos des Kulturdenkmals im Medienarchiv Wikimedia Commons. Wenn man auf das Kamerasymbol klickt, können Fotos zu Kulturdenkmalen aus dieser Liste hochgeladen werden:
- Bezeichnung: Denkmalgeschützte Objekte und ggf. Bauwerksname des Kulturdenkmals
- Lage: Straßenname und Hausnummer oder Flurstücknummer des Kulturdenkmals. Die Grundsortierung der Liste erfolgt nach dieser Adresse. Der Link (Karte) führt zu verschiedenen Kartendiensten mit der Position des Kulturdenkmals. Fehlt dieser Link, wurden die Koordinaten noch nicht eingetragen. Sind diese bekannt, können sie über ein Tool mit einer Kartenansicht einfach nachgetragen werden. In dieser Kartenansicht sind Kulturdenkmale ohne Koordinaten mit einem roten bzw. orangen Marker dargestellt und können durch Verschieben auf die richtige Position in der Karte mit Koordinaten versehen werden. Kulturdenkmale ohne Bild sind an einem blauen bzw. roten Marker erkennbar.
- Datierung: Baubeginn, Fertigstellung, Datum der Erstnennung oder grobe zeitliche Einordnung entsprechend des Eintrags in der sächsischen Denkmaldatenbank
- Beschreibung: Kurzcharakteristik des Kulturdenkmals entsprechend des Eintrags in der sächsischen Denkmaldatenbank, ggf. ergänzt durch die dort nur selten veröffentlichten Erfassungstexte oder zusätzliche Informationen
- ID: Vom Landesamt für Denkmalpflege Sachsen vergebene, das Kulturdenkmal eindeutig identifizierende Objekt-Nummer. Der Link führt zum PDF-Denkmaldokument des Landesamtes für Denkmalpflege Sachsen. Bei ehemaligen Kulturdenkmalen können die Objektnummern unbekannt sein und deshalb fehlen bzw. die Links von aus der Datenbank entfernten Objektnummern ins Leere führen. Ein ggf. vorhandenes Icon  führt zu den Angaben des Kulturdenkmals bei Wikidata.